# 世界メシア教
世界メシア教（せかいメシアきょう、英: World Church of Messiah）は、静岡県熱海市に本部を置く日本の宗教法人で、大本の幹部だった岡田茂吉（尊称：明主様）が1935年（昭和10年）に立教した大日本観音会を起源とする。

## 概要
世界メシア教は、教祖である岡田茂吉が1950年（昭和25年）に宗教団体名を世界救世（メシア）教に改称し、キリスト教と呼応して人類の善導と救済に努めていくことを宣言したことに基づき、岡田茂吉の孫の四代教主・岡田陽一と、その子息で教主代行・教主後継者である岡田真明のもと、活動を行っている。「キリスト教の完成版」というスローガンのもと、祈りによる心の救い、和ヴィーガン食（和菜食）の推進、音楽活動による人心の癒しという「祈り、食、音楽」を活動の柱としている。

## 歴史
岡田茂吉は1882（昭和10年）年12月23日、東京都台東区橋場に誕生。幼少の頃より病弱で、画家を志して東京美術学校（現在の東京藝術大学）に入学したが、眼病のために退学。胸膜炎や肺結核などさまざまな病気を経験し、一時は命も危ぶんだが、菜食を実践し一命をとりとめた。
その後、小間物小売商「光琳堂」を開業。後に装身具卸売商「岡田商店」として事業を拡張して実業家として成功を収めるも、家族を亡くし、世界恐慌で事業も大打撃を受けるなど相次ぐ苦難に見舞われた。信仰を求めて大本に入信したが脱会し、神示を受け、1935年（昭和10年）1月1日に大日本観音会を立教。1950年（昭和25年）2月4日に世界救世（メシア）教を開教し、キリスト教と呼応して人類の善導と救済、地上天国建設に努めていくことを機関紙で宣言した。
1954年（昭和29年）4月19日、脳溢血で倒れる。6月5日には「メシア降誕と言ってね、メシアが生まれたわけです。言葉だけでなく事実がそうなんですよ。私も驚いたんです。生まれ変わるというんじゃないですね。新しく生まれるわけですね」と述べ、自身がメシアとして新しく生まれたことを示した。同年6月15日にメシア降誕仮祝典を斎行。翌年1955年（昭和30年）2月10日に他界した。
岡田茂吉が他界後の1957年（昭和32年）、教団の名称が世界救世（きゅうせい）教に変更されたが、2020年（令和2年）2月4日、当時世界救世教の被包括法人だった世界救世教主之光教団が「世界メシア教」を宗教団体名に復活させた。

### 第1次分裂
昭和57年頃から教団内部で、当時の管長の地位確認訴訟などが起き、最終的に、包括法人世界救世教のもと、世界救世教主之光教団（現在の世界メシア教）、東方之光（MOA）、世界救世教いづのめ教団の3つの被包括法人に分裂した。この背景には、当時三代教主であった岡田斎をめぐり、教主を中心とした活動を願うグループと、教団執行部を中心とした活動を進めていきたいグループとの確執があった。

### 第2次分裂
当時四代教主だった岡田陽一の東京都内での行動を、被包括法人東方之光（MOA）が尾行・盗聴・盗撮し、岡田陽一夫妻がキリスト教徒の知人と東京で毎週会い、キリスト教の学びをしている様子を2017年（平成29年）9月12日の世界救世教責任役員会において公表。その後映像を信徒に公開し、世界救世教のホームページに掲載したほか、週刊誌などのマスコミに流出させた。これをきっかけに教団全体に内紛が発生し、岡田陽一を支持する世界救世教主之光教団（世界メシア教）と、世界救世教の長澤好之を支持する東方之光（MOA）といづのめ教団に事実上別れた。
世界救世教は2018年（平成30年）1月30日、責任役員会において緊急動議として、責任役員4名（小林昌義、長澤好之、入江光生、森富士夫）が、代表役員である仲泊弘を退席させ、その代わりとして東方之光（MOA）の横山茂弘を仮責任役員とし、その5名により、世界救世教主之光教団に対する包括・被包括関係を廃止するとの採決を行った。
2018年（平成30年）5月22日、東方之光（MOA）の長澤好之の名前で、教主後継者だった岡田真明宛に5月21日付の「懲戒処分並びに解雇通知書」が届く。
2018年（平成30年）7月1日、箱根・光明神殿と熱海・救世会館における祭典において、東方之光（MOA）及びいづのめ教団が、四代教主の岡田陽一の推戴取り消しを発表。岡田茂吉と血縁関係のない、東海大学名誉教授でヒンドゥー教学者の渡瀬信之を五代教主として推戴し、岡田信之と称する。

### 和解
世界救世教主之光教団（世界メシア教）は、【包括管長地位確認（長澤好之氏が世界救世教代表役員の地位になく、仲泊弘氏が代表役員の地位にあること】【世界救世教主之光教団の包括・被包括関係解消の無効】の仮処分および本訴を、静岡地方裁判所沼津支部に提訴。仮処分は最高裁において認められなかった。
本訴は第一審で棄却となり、その後世界救世教主之光教団は東京高等裁判所に控訴した。東京高等裁判所では、裁判官より、一審の判決に疑義があることが示され、一審の判決を維持するのではなく、双方に対して和解による解決の提案があった。和解をしない場合、一審の判決は維持されず、宗教上の争いであるため司法判断を下せないとして「却下」となるとの方向性が示された。
被告と原告は協議を重ねた結果、2024年12月24日に和解合意。【世界救世教主之光教団（世界メシア教）に対し、解決金として13億円を支払うこと】【世界救世教から主之光教団（世界メシア教）に分与された物件は世界救世教に返還する必要がないこと】【主之光教団（世界メシア教）は、熱海本部5階および教主公邸を世界救世教に明け渡すこと】などが決定された。この結果、世界メシア教と世界救世教の包括・被包括関係の解消が正式のものとなった。

### 文字商標を巡る裁判
2018年（平成30年）10月、世界救世教主之光教団は特許庁に文字商標「世界メシア教」を登録。これに対して世界救世教は2度にわたって反対意見を提出。特許庁は2019年（令和元年）12月に商標登録を認めた。
特許庁が商標登録したことに対し世界救世教はさらに異議申立てを行ったが、特許庁は商標登録の維持を決定。
その後、世界救世教は、商標の無効審判請求を行ったが、特許庁は世界救世教の主張を認めず、2023年（令和5年）9月21日にその申立てを退け、「世界メシア教」の商標登録を認めた。
世界救世教は、商標登録を認めた特許庁の判断が間違っており、商標の登録を取り消すべきである旨主張し、2023年（令和5年）10月に知的財産高等裁判所へ提訴。同裁判所は2024年（令和6年）5月21日、原告である世界救世教の請求をすべて棄却する旨の判決を言い渡した。
世界救世教はこの判決に対し最高裁判所に上告しなかったため、判決は確定。世界メシア教が完全勝訴した。

## 祭神
ヤハウェ／エホバ
日本語では「主神（）」と呼ぶこともある。

## 歴代教主
- 初代 岡田茂吉
- 二代 岡田よし（1897年 - 1962年1月24日） 岡田茂吉の二番目の妻
- 三代 岡田斎（）（1927年 - 2013年9月4日） 岡田茂吉の息女
- 四代 岡田陽一（1998年2月4日 - ） 岡田茂吉の孫

岡田茂吉のひ孫の岡田真明（ロンドン大学にて宗教学博士号取得）が教主代行・教主後継者として就位している。

## 聖典
- 教祖をはじめ、代々の教主および教主代行の言葉
- 聖書

## 拠点数
国内に160教会が存在している。海外ではアメリカ、ペルー、ボリビア、ブラジル、オーストラリア、韓国、台湾、タイ、フィリピン、イギリス、ポルトガル、アンゴラ、コンゴ民主共和国などに拠点がある。
2024年7月7日、アフリカのアンゴラで「土の聖地」の地鎮祭・聖別式が行われ、2万人が参集した。

## 世界観
世界救世教は、教祖の岡田茂吉を唯一のメシアとして位置づけ、他の宗教的解釈（特にキリスト教のメシア観）を否定的にとらえている。一方で世界メシア教は、岡田茂吉のメシア性を認めながらも、イエス・キリストのメシア性も認め、それだけではなく人類全体がメシア性を持つという普遍的な考え方を含む教義を展開している。
キリスト教がメシアの到来、キリストの再臨を待ち望む伝統的な宗教観を持っているのに対し、世界メシア教では、すでにメシアは一人ひとりの心にすでに到来したことを説いており、これがキリスト教との大きな違いの一つである。

## 浄霊
世界救世教では、手かざしの浄霊によるヒーリングや岡田式浄化療法を行っているが、世界メシア教ではこうした行為は行っていない。その理由として、岡田茂吉が最晩年に浄霊は二の問題であること、これから想念の世界であること、また、想念による新しい浄霊を発見した、などのことを繰り返し述べたことを重要視しており、念じること、即ち、祈りが最も大切だと説いている。

## ヴィーガン食
教主代行の岡田真明は、岡田茂吉の下記言動を現代に甦らせ、その方針のもと世界メシア教ではヴィーガン食を推進している。
- 菜食で自身の病気を治したこと
- 「ミロクの世の⼀つの条件は菜⾷だ」と述べたこと
- 病気の際には厳格な菜⾷を実践し、妻の病気も菜⾷によって治したこと
- 病を抱えた信徒にも菜⾷を実践させ、「例外なく好成績を挙げた」と述べたこと
- ⾁⾷が⾝体に及ぼす悪影響について警告したこと

また、岡田真明によれば、ヴィーガン食の推進は聖書観に基づいているとしている。『口語訳聖書』(日本聖書協会発行)の「ヘブル人への手紙」に書かれている「あなたは、いけにえやささげ物を望まれないで、わたしのために、からだを備えて下さった。あなたは燔祭や罪祭を好まれなかった」（第10章5節）「ただ⼀度イエス・キリストのからだがささげられたことによって、わたしたちはきよめられたのである。 こうして、すべての祭司は⽴って⽇ごとに儀式を⾏い、たびたび同じようないけにえをささげるが、それらは決して罪を除き去ることはできない。しかるに、キリストは多くの罪のために⼀つの永遠のいけにえをささげた後、神の右に座し、それから、敵をその⾜台とするときまで、待っておられる。彼は⼀つのささげ物によって、きよめられた者たちを永遠に全うされたのである」（第10章10～14節）をもとに、【神は肉の捧げ物を望まず好んでいないこと】【イエス・キリストが神にささげられたことによって人類の罪は贖われたのであり、罪の贖いのために肉を神に捧げる必要はなく、神が望みも好みもしない肉を食べる必要はない】としている。

## 自然農法
岡田茂吉は、日本で無農薬有機農法が注目されるはるか以前である昭和20年代より、自然農法という名称で、独自の無農薬農法を研究、実践、推進してきた。しかし、その後の教団の変遷により、当初岡田茂吉が実践していた厳格な自然農法は行われなくなり、EMの使用や有機農法などが混在化していた。そういった中、教主代行の岡田真明は、岡田茂吉が実践していた本来の自然農法を復活させるべく提言。現在世界メシア教ではその方針のもとで無農薬、無肥料、EM不使用、無ふん尿（人間、動物ともに）、F1ではない固定種または在来種の種を使用し、堆肥は落ち葉などの自然からのものとすると定めている。

## 音楽活動
『コーラス・メシア』という名称で、数々のチャリティーコンサートを行っている。
2022年12月22日、伊豆山復興クリスマスチャリティーコンサート熱海市の起雲閣にて開催。伊豆山地区の土石流災害の被災者を無料招待し、一般入場料の全額を熱海市に寄付。
2023年8月27日、大阪市中央公会堂で「コーラス・メシア チャリティーコンサート2023 in Osaka」を開催。来場者から集まった募金と、コンサートの収益を全額、日本赤十字社に寄付。
2023年10月20日、愛知県瀬戸少年院で慰問コンサートを実施。
2024年11月26日、児童養護施設「遙学園」大阪水上隣保館 ゆりの礼拝堂にてコンサートを開催。